# József Moravetz
József Moravetz, né le 14 janvier 1911 en Autriche-Hongrie (aujourd'hui en Roumanie) et mort le 16 février 1990, était un joueur de football roumain qui jouait en tant que milieu de terrain.

## Biographie
Il jouait dans le championnat de Roumanie dans l'équipe du RGMT Timișoara lorsqu'il participa à la coupe du monde 1934 en Italie. Lors de cette compétition, la sélection est éliminée au 1er tour par l'équipe de Tchécoslovaquie sur un score de 2 buts à 1 en huitièmes-de-finale.